# Chrome Waves
«Chrome Waves» es una canción de la banda de shoegazing británica Ride de su álbum Going Blank Again de 1992. Fue escrita por el guitarrista Andy Bell y se destaca por ser predominantemente acústica a diferencia del resto del material del grupo. Una versión más eléctrica se lanzó junto con el sencillo «Leave Them All Behind».

## Popularidad en Latinoamérica: «Un misil en mi placard»
El tema es uno de los más reconocidos de la agrupación en Latinoamérica debido a que su riff fue adaptado por el músico argentino Gustavo Cerati para la versión del tema «Un misil en mi placard» que apareció en la presentación de Soda Stereo en el MTV Unplugged, la que fue editada en el disco Comfort y música para volar de 1996. El uso del sample motivó acusaciones de un supuesto plagio, aunque lo cierto es que Cerati era un seguidor de Ride y los vio en un show.
Ride se separó el mismo año en que la canción de los argentinos fue lanzada al mercado, por lo que no hubo reacciones de los ingleses. La banda supo del uso de su famoso riff más de dos décadas después, cuando visitó Chile en 2019. La impresión fue tanta que Bell decidió dedicar la canción a Cerati durante su presentación en el Teatro Teletón de Santiago.

## Personal
- Andy Bell: voz principal y coros, guitarras
- Mark Gardener: guitarra acústica y coros
- Steve Queralt: bajo
- Loz Colbert: batería